# Hurewicz-Theorem
Das Hurewicz-Theorem ist im mathematischen Teilgebiet der Algebraischen Topologie ein grundlegendes Resultat zur Verbindung von Homotopietheorie mit Homologietheorie durch den Hurewicz-Homomorphismus. Ein analoges Theorem und ein analoger Homomorphismus verbindet Kohomotopietheorie mit Kohomologietheorie. Das Theorem ist nach Witold Hurewicz benannt und verallgemeinert frühere Resultate von Henri Poincaré.

## Hurewicz-Homomorphimus
Sei {\displaystyle u_{n}\in H_{n}(S^{n},\mathbb {Z} )\cong \mathbb {Z} } ein Generator. Für einen wegzusammenhängenden Raum {\displaystyle X} ist die Abbildung:
{\displaystyle h_{n}\colon \pi _{n}(X)\rightarrow H_{n}(X,\mathbb {Z} ),[\gamma ]\mapsto \gamma _{*}u_{n}=H_{n}(\gamma )(u_{n})}
der Hurewicz-Homomorphismus.
Sei {\displaystyle p_{n}\colon S^{n}\twoheadrightarrow S^{n}\vee S^{n}} die Abbildung, welche den Äquator der Sphäre auf einen Punkt kollabiert, dann ist für Homotopieklassen {\displaystyle [\gamma ],[\delta ]\in \pi _{n}(X)} ihre Verknüpfung gegeben durch {\displaystyle [\gamma ]+[\delta ]=[(\gamma \vee \delta )\circ p_{n}]\in \pi _{n}(X)}. Dadurch gilt:
{\displaystyle h_{n}([\gamma ]+[\delta ])=h_{n}((\gamma \vee \delta )\circ p_{n})=((\gamma \vee \delta )\circ p_{n})_{*}u_{n}=(\gamma \vee \delta )_{*}{p_{n}}_{*}u_{n}=(\gamma \vee \delta )_{*}(u_{n},u_{n})=(\gamma _{*}u_{n})+(\delta _{*}u_{n})=h_{n}([\gamma ])+h_{n}([\delta ]).}
Darüber hinaus ist der Hurewicz-Homomorphismus (ähnlich wie etwa auch der Frobenius-Homomorphismus) sogar kompatibel mit einem Wechsel des zugrundeliegenden Raumes und dadurch sogar eine natürliche Transformation {\displaystyle h_{n}\colon \pi _{n}\Rightarrow H_{n}(-,\mathbb {Z} )}. Für eine stetige Abbildung {\displaystyle f\colon X\rightarrow Y} zwischen topologischen Räumen {\displaystyle X} und {\displaystyle Y}, welche jeweils Gruppenhomomorphismen {\displaystyle \pi _{n}(f)\colon \pi _{n}(X)\rightarrow \pi _{n}(Y)} und {\displaystyle H_{n}(f)\colon H_{n}(X)\rightarrow H_{n}(Y)} induziert, da Homotopie- und Homologiegruppen jeweils Funktoren sind, gilt:
{\displaystyle {\big (}H_{n}(f)\circ h_{n}^{(X)}{\big )}([\gamma ])=H_{n}(f){\big (}H_{n}(\gamma )(u_{n}){\big )}=H_{n}(f\circ \gamma )(u_{n})=h_{n}^{(Y)}([f\circ \gamma ])={\big (}h_{n}^{(Y)}\circ \pi _{n}(f){\big )}([\gamma ]).}

## Hurewicz-Theorem
- Sei {\displaystyle n=1}, dann induziert der Hurewicz-Homomorphismus {\displaystyle h_{1}\colon \pi _{1}(X)\rightarrow H_{1}(X,\mathbb {Z} )} einen Isomorphismus {\displaystyle \pi _{1}(X)^{\mathrm {ab} }\rightarrow H_{1}(X,\mathbb {Z} )} von der abelisierten Fundamentalgruppe in die erste singuläre Homologiegruppe.
- Sei {\displaystyle n\geq 2} und {\displaystyle X} zusätzlich {\displaystyle n-1}-zusammenhängend, also {\displaystyle \pi _{k}(X)\cong 1} für {\displaystyle k\leq n-1}, weshalb {\displaystyle \pi _{n}(X)} die erste nichttriviale Homotopiegruppe ist. Dann sind die Hurewicz-Homomorphismen {\displaystyle h_{k}\colon \pi _{k}(X)\rightarrow H_{k}(X,\mathbb {Z} )} jeweils Isomorphismen für {\displaystyle k\leq n}, womit ebenfalls {\displaystyle {\widetilde {H}}_{k}(X)\cong 1} für {\displaystyle k\leq n-1} sowie {\displaystyle H_{n}(X)\cong \pi _{n}(X)}. Darüber hinaus ist der Hurewicz-Homomorphismus {\displaystyle h_{n+1}\colon \pi _{n+1}(X)\rightarrow H_{n+1}(X,\mathbb {Z} )} surjektiv.[2]

## Hurewicz-Abbildung
Neben dem Hurewicz-Homomorphismus gibt es ebenfalls die Hurewicz-Abbildung, welche Kohomotopiemengen und Kohomologiegruppen verbindet. Da Kohomotopiemengen im Allgemeinen jedoch keine Struktur tragen und daher im Vergleich zu Homotopiegruppen bereits von untergeordnetem Interesse sind, gilt das gleiche für die Hurewicz-Abbildung. Nichtsdestotrotz ist ihre Konstruktion elegant und einsichtsvoll. Sowohl Kohomotopie und singuläre Kohomologie sind darstellbare Funktoren, nämlich durch die Sphäre und Eilenberg-MacLane-Räume:
{\displaystyle \pi ^{n}\cong [-,S^{n}];}
{\displaystyle H^{n}(-,\mathbb {Z} )\cong [-,K(\mathbb {Z} ,n)].}
Nach dem Yoneda-Lemma ist eine natürliche Transformation {\displaystyle \pi ^{n}\Rightarrow H^{n}(-,\mathbb {Z} )} äquivalent gegeben durch eine stetige Abbildung {\displaystyle S^{n}\rightarrow K(\mathbb {Z} ,n)}. Eine solche ergibt sich tatsächlich kanonisch aus dem Postnikov-Turm der Sphäre, bei der ihre Homotopiegruppen von oben entfernt werden, bis nur noch {\displaystyle \pi _{n}(S^{n})\cong \mathbb {Z} } übrig bleibt.